# Circondario di Comacchio
Il circondario di Comacchio era uno dei circondari in cui era suddivisa la provincia di Ferrara.

## Storia
Il circondario di Comacchio, parte della provincia di Ferrara, venne istituito nel 1859, in seguito ad un decreto dittatoriale di Carlo Farini che ridisegnava la suddivisione amministrativa dell'Emilia in previsione dell'annessione al Regno di Sardegna.
Il circondario di Comacchio venne soppresso nel 1926 e il territorio assegnato al circondario di Ferrara.

## Suddivisione
Nel 1863, la composizione del circondario era la seguente:
- mandamento I di Comacchio
  - comune di Comacchio
- mandamento II di Codigoro
  - comuni di Codigoro; Lagosanto; Massa Fiscaglia; Mesola (comprendeva Goro); Migliarino (comprendeva Migliaro)